# La piovra 7 - Indagine sulla morte del commissario Cattani
La piovra 7 - Indagine sulla morte del commissario Cattani è la settima miniserie televisiva della più celebre saga della televisione italiana, La piovra.
Miniserie in sei puntate per la regia di Luigi Perelli, è andata in onda la prima volta in Italia dal 5 marzo al 3 aprile 1995 su Rai 1 in prima serata di domenica e lunedì.
Tra gli interpreti Patricia Millardet, Raoul Bova, Ennio Fantastichini, Florinda Bolkan, Lorenza Indovina, Renato De Carmine, Romina Mondello, Natasha Hovey, Gedeon Burkhard, Francesco Benigno, Maurizio Aiello, Giancarlo Prete, Sergio Fiorentini, Roberto Herlitzka, Stephan Danailov e Rolf Hoppe. Remo Girone (Tano Cariddi), che si era visto ininterrottamente dalla terza alla sesta miniserie, fa solo una breve apparizione nel finale a causa di una grave malattia (poi superata) che aveva colpito l'attore in quel periodo.
Rispetto alle precedenti, questa miniserie registrò un calo di ascolto, sempre comunque molto alto, che si attestò sui 10,5 milioni di telespettatori.

## Trama
La giudice Silvia Conti è in procinto di abbandonare la lotta alla criminalità organizzata dopo gli ultimi successi al fianco di Corrado Cattani e Davide Licata, che hanno portato alla fine di molti dei complotti criminali orchestrati dalla mafia.
Un giorno riceve una telefonata proveniente dalla Sicilia da parte di un vice-commissario di polizia, Gianni Breda, che la informa che un detenuto che adesso si trova in ospedale ha chiesto di parlarle urgentemente: si chiama Rosario Granchio; purtroppo non riuscirà mai a parlare con la giudice perché verrà brutalmente assassinato quella notte stessa in ospedale da Nazareno Marciano, detto Don Nuzzo, ex faccendiere della contessa Olga Camastra (che anni prima era stata amante del commissario Cattani).
La giudice Conti decide quindi di andare in Sicilia per far luce sul mistero, ma è costretta a scontrarsi con l'ostruzionismo del Procuratore Capo locale Michele Orione, del sindaco della città e di alcuni agenti di polizia che evidentemente non vedono di buon occhio le sue indagini, e con gli attacchi mediatici del giornalista Lucio Panarea, responsabile dell'emittente Diana TV, molto vicina alla contessa Camastra.
Soltanto il vicecommissario Breda si offre di collaborare, nella stessa città da cui partirono le indagini del commissario Cattani molti anni prima.
Infatti, Silvia Conti decide di cominciare l'inchiesta proprio partendo da dove l'aveva lasciata il commissario Cattani e fa la conoscenza della contessa Camastra, a suo tempo amante ma anche antagonista dello stesso Corrado.
Durante le indagini, oltre che del vice-commissario Breda, la Conti potrà contare sull'aiuto del valido ex hacker Stefano Mura, che conquisterà la fiducia di Chiara Bronta, moglie di Saverio Bronta, ex faccendiere un tempo alle dipendenze della contessa Camastra, tornata in Sicilia aiutata da Oleg, l'amico russo del marito.
Successivamente si riveleranno preziosi gli aiuti di Daniele Rannisi, figliastro ribelle della Camastra, che gestisce con un piccolo furgone una radio pirata, e del parlamentare Monteverde che per aprire un'inchiesta dovrà fare i conti con il proprio passato.
Si susseguono una lunga serie di eventi: Don Nuzzo obbliga Sara, la figlia del mafioso Rosario Granchio a stare a casa sua, ma lei e il fratello Biagio si alleano con un gruppo di stiddari che farà la guerra ai soci di Marciano. La contessa Camastra verrà uccisa misteriosamente in carcere dai suoi ex complici in modo da simulare un suicidio; la stessa sorte era toccata poco prima al vecchio capo della mafia locale, il boss Don Luigi Aragonese, peraltro già da tempo bloccato in un letto perché affetto da una grave insufficienza renale che lo costringeva a ricorrere continuamente alla dialisi: questi, per non finire nelle mani della polizia, viene costretto a togliersi la vita.
Don Aragonese e la Camastra avevano intenzione di inviare un grosso finanziamento all'estero, precisamente in Russia a San Pietroburgo attraverso una nave, nelle casse di una società segreta massone denominata Extrema Thule Nostra Salus, una lobby formata da politici-affaristi-mafiosi e uomini di Stato, per foraggiare un traffico internazionale illecito. Ma il tradimento di Don Nuzzo e di Saverio, che sventeranno il loro piano e si impossesseranno del denaro in modo da ricattare i membri della Extrema Thule Nostra Salus per incoraggiare un nuovo gioco occulto finalizzato all'aumento del potere.
Alla fine si scoprirà che Saverio Bronta, insieme ad altri complici, fra cui Granchio (l'uomo che all'inizio aveva chiesto di parlare a Silvia Conti), lo stesso Marciano e altri tre uomini che furono poi uccisi per impedire che potessero confessare, era stato uno degli esecutori materiali dell'omicidio del commissario Corrado Cattani.
Bronta e i suoi compagni ricevettero l'incarico di uccidere il commissario proprio dalla Camastra, che a sua volta aveva ricevuto l'ordine da qualcuno ancor più in alto: il professor Ottavio Ramonte, il capo della setta Extrema Thule Nostra Salus (in Italia), e ora nascosto in un palazzo a Sofia in Bulgaria, e protetto dall'ex politico corrotto Edoardo Corinto, insieme al quale cercherà di tornare in Italia a prendere potere.
Una volta sventato il piano criminale, troveremo la giudice Silvia Conti in un pubblico processo accusare il professor Ramonte di avere dato l'ordine di uccidere il commissario, reo di essersi avvicinato troppo alla verità.
Nell'ultima scena fa la sua apparizione anche Tano Cariddi, che si è da tempo nascosto in un castello abbandonato alle falde dell'Etna, in Sicilia.
Mentre è sotto processo, il professor Ramonte incarica Vanya Marinoff, il suo allievo prediletto di affidare a Tano il proprio archivio pieno di floppy, contenenti i file, i documenti e i crimini occulti di molti personaggi a partire dagli anni sessanta in poi.
Adesso Tano ha fra le mani un potentissimo oggetto di ricatto, che deciderà di seppellire fra la terra: un giorno disseppellirà l'archivio e deciderà di aprire una nuova era grazie a quelli che lui stesso definisce I fiori del male.